# Seznam zelených politických stran
Seznam zelených politických stran ve světě.

## Afrika
- Angola (Partido Nacional Ecológico de Angola)
- Benin (Les Verts du Bénin)
- Burkina Faso (Rassemblement des écologistes du Burkina Faso, Parti Ecologiste pour le Développement du Burkina)
- Burundi (Burundi Green Movement)
- Čad (Union des Ecologistes Chadiens - LES VERTS)
- Egypt (Hizb Al-khodr)
- Demokratická republika Kongo (Parti Ecologiste Congolais)
- Gabon (Parti Vert Gabonais/Gabon Green Party)
- Ghana (Ghana Green Movement)
- Guinea (Parti des écologistes Guinéens)
- Guinea-Bissau (Liga Guineense de Protecçao Ecologica)
- Jižní Afrika (Green Party of South Africa)
- Kamerun (Defense de l'Environment Camerounais)
- Keňa (Mazingira Green Party of Kenya)
- Madagaskar (Parti Vert Hasin'l Madagasikara)
- Mali (Parti Ecologiste du Mali)
- Maroko (Izigzawen, Parti national des verts pour le développement - Les Verts)
- Mauricius (Movement Republicain - the Green Way)
- Niger (Rassemblement pour un Sahel Vert)
- Nigérie (Green Party of Nigeria)
- Pobřeží slonoviny (Parti pour la protection de l'environnement)
- Rwanda (Democratic Green Party of Rwanda)
- Senegal (Les Verts)
- Sierra Leone (Sierra Leone Green Party)
- Somálsko (Somalia Green Party)
- Středoafrická republika (Mouvement des Verts de Centrafique)
- Tunisko (Tunisie Verte)
- Uganda (Uganda Green Movement)
- Zambie (Zambia Greens)

## Amerika
| Strana                                        | Stát                   | Rok založení | Předseda                  |
| --------------------------------------------- | ---------------------- | ------------ | ------------------------- |
| Iniciativa Verde                              | Argentina              | 2006         | Juan Manuel Velasco       |
| Partido Verde de Bolivia                      | Bolívie                | 2007         | Margot Soria Saraviaová   |
| Partido Verde                                 | Brazílie               | 1986         | José Luiz de França Penna |
| Partido Verde de Chile                        | Chile                  | 2008         | Alejandro San Martin      |
| Partido Verde Dominicano                      | Dominikánská republika |              |                           |
| Les Verts de Guyane                           | Francouzská Guyana     |              |                           |
| Partido Los Verdes de Guatemala               | Guatemala              |              |                           |
| Green Party of Canada-Parti vert du Canada    | Kanada                 |              |                           |
| Partido Verde Colombiano                      | Kolumbie               | 2005         | Luis Eduardo Garzón       |
| PArtido Verde Oxigeno                         | Kolumbie               |              |                           |
| Partido Verde Ecologista de México            | Mexiko                 |              |                           |
| Partido Verde Ecologista de Nicaragua         | Nikaragua              |              |                           |
| Partido Ecologista Alternativa Verde del Peru | Peru                   |              |                           |
| Green Party of the United States              | USA                    |              |                           |
| Partido del Sol                               | Uruguay                |              |                           |
| Movimiento Ecológico de Venezuela             | Venezuela              | 2009         | Manuel Díaz               |

## Asie a Pacifik
- Austrálie (Australian Greens, Federation for a Democratic China Australia)
- Filipíny (Partido Kalikasan, Philippines Greens)
- Francouzská Polynésie (Maohi Greens)
- Indie (Uttarakhand Parivartan Party)
- Izrael (ha-Jerukim, ha-Tnu'a ha-jeruka)
- Japonsko (Midori no Mirai, Ecolo Japan, Kanagawa Network Movement)
- Jižní Korea (Korea Greens)
- Mongolsko (Mongolyn Nogoon Nam, Mongolilan National Green Movement)
- Nepál (Hariyali Nepal Party, Green Nepal Party, Nature Conservation Party)
- Nová Kaledonie (Verts en Nouvelle-Calédonie)
- Nový Zéland (Green Party of Aotearoa New Zealand)
- Pákistán (Pakistan Greens)
- Papua Nová Guinea (Papua New Guinea Green Party, Papua New Guinea Greens)
- Polynésie (Heiura Les Verts Polynésiens)
- Srí Lanka (Green Movement of Sri Lanka, Sri Lanka Green Alliance)
- Tchaj-wan (Green Party Taiwan, Taiwan Friends of the Global Greens)
- Vanuatu (La Confédération des Verts du Vanuatu)

## Evropa
- Albánie (Albania Te Gjelberit)
- Andorra (Partit Verds d'Andorra)
- Ázerbájdžán (Azerbejzan Greens)
- Belgie (Groen!, Ecolo)
- Bělorusko (Belaruskaj parti "Zjaljonyja")
- Bulharsko (Zelena Partija, Zelenite)
- Česko (Strana zelených, Demokratická strana zelených – Za práva zvířat)
- Dánsko (De Grønne, Socialistisk Folkeparti)
- Estonsko (Erakond Eestimaa Rohelised)
- Finsko (Vihreät/De Gröna)
- Francie (Europe Écologie – Les Verts)
- Gruzie (Sakartvelo’s Mtsvaneta Partia)
- Chorvatsko (Zelena lista)
- Ulster Banner Irsko, Severní Irsko (Green Party-Comhaontas Glas)
- Itálie (Zelená Evropa)
- Kosovo (Partia e të Gjelbërve të Kosovës)
- Kypr (Kinima Oikologoi Perivallontistoi)
- Lotyšsko (Latvijas Zaļā Partija)
- Lucembursko (Déi Gréng)
- Maďarsko (Zöld Demokraták Szövetsége, Lehet Mas A Politika)
- Malta (Alternattiva Demokratika)
- Moldavsko (Partidul Ecologist Alianţa Verde din Moldova)
- Německo (Bündnis 90/Die Grünen)
- Nizozemsko (De Groenen, GroenLinks)
- Norsko (Miljøpartiet De Grønne)
- Polsko (Zieloni 2004)
- Portugalsko (Partido Ecologista Os Verdes)
- Rakousko (Die Grünen – Die grüne Alternative)
- Rumunsko (Partidul Verde)
- Rusko (Zeljonaja Alternativa, Zelenaja Rossija)
- Řecko (Ecologoi-Prasinoi)
- Slovinsko (Stranka mladih Slovenije)
- Spojené království (Green Party of England and Wales / Wales Green Party / Scottish Green Party)
- Španělsko (Confederación de Los Verdes, Iniciativa per Catalunya Verds)
- Srbsko (Zeleni)
- Švédsko (Miljöpartiet de Gröna)
- Švýcarsko (Grüne Partei der Schweiz)
- Turecko (Yeşiller)
- Ukrajina (Zelena Partija Ukrajiny)

## Významné zaniklé strany
- Austrálie (United Tasmania Group)
- Nový Zéland (Values Party)
- Spojené království (Ecology Party)